# ミュージック・シティ・ボウル
ミュージック・シティ・ボウル(Music City Bowl ) は、1998年よりアメリカ合衆国テネシー州ナッシュビルで毎年ポスト・シーズンにNCAAにより行なわれるカレッジフットボールのボウル・ゲーム。
当初サウスイースタン・カンファレンス(SEC)とビッグ・イースト・カンファレンスの代表者の対決であった。2002年、ビッグ・イーストがビッグ・テン・カンファレンスに置き換えられた。2006年、ビッグ・テン・カンファレンスはアトランティック・コースト・カンファレンス(ACC)に置き換えられた。2005年、SECにボウル出場資格をクリアしたチームがなかったことからACCのバージニア大学キャヴァリアズが出場した。2014年、タックススレイヤー・ボウルと提携し、タックススレイヤー・ボウルの次にACCかビッグ・テンかが決まることになった。

## 経緯
1998年、ヴァンダービルト・スタジアムにて第1回ミュージック・シティ・ボウルが開催された。1999年、当時完成したばかりであったテネシー・タイタンズの本拠地のアデルフィア・コロシアム(現ニッサン・スタジアム)に移転した。2002年、ゲイロード・ホテルズ・ミュージック・シティ・ボウルとなった。2003年、ブリヂストンがプレゼンティング・スポンサーとなったためゲイロード・ホテルズ・ミュージック・シティ・ボウル・プレゼンテッド・バイ・ブリヂストンとなった。ゲイロード・ホテルズもブリヂストンも本社がナッシュビルにある。これまでのスポンサーには、1998年初戦時のアメリカン・ジェネラル・ライフ&アクシデント(現在AIGの子会社)、1999年の現存しないhomepoint.comである。2000年と2001年にはスポンサーがいなかった。2007年、ブリヂストンがプレゼンティング・スポンサーを降りた。2010年、ゲイロードはメジャー・スポンサーとして留まり、フランクリン・アメリカン・モーゲイジが冠スポンサーとなった。このため正式名称はフランクリン・アメリカン・モーゲイジ・ミュージック・シティ・ボウルとなった。
ミュージック・シティ・ボウルは番狂わせの歴史の面も持ち合わせている。最大の番狂わせとされているのが、2006年のケンタッキー大学(+10)がクレムゾン大学に28対20で勝利したことである。他に2002年のミネソタ大学(+7)がアーカンソー大学に29対14で勝利し、2005年、バージニア大学(+6)がミネソタ大学に34対31で勝利した。2001年、4ポイント下のボストンカレッジがジョージア大学に20対16で勝利し、2000年、3ポイント下のウエストバージニア大学がミシシッピ大学に49対38で勝利し、1999年、3ポイント下のシラキュース大学がケ ンタッキー大学に20対13で勝利し、2004年、1ポイント下のミネソタ大学がアラバマ大学に20対16で勝利した。2008年、ヴァンダービルト大学(+4)が1982年以来26年ぶりに出場し、16対14でランキング24位のボストンカレッジに勝利した。順当な勝敗は、1998年の第1回、バージニア工科大学(−5)がアラバマ大学に38対7で勝利し、2003年、オーバーン大学(−3)がウィスコンシン大学に28対14で勝利し、2007年、ケンタッキー大学(−7)がフロリダ州立大学に35対28で勝利し、2011年、ミシシッピ州立大学(-6.5)がウェイクフォレスト大学に23対17で勝利し、2012年、ヴァンダービルト大学(-7.5)がノースカロライナ州立大学に38対24で勝利したのみである。

## 記録
最も大差がついた試合は1998年、バージニア工科大学対アラバマ大学の38対7の試合であった。この時のアラバマ大学の7点はミュージック・シティ・ボウル史上最低得点であった。最も僅差であった試合は2008年、ヴァンダービルト大学対ボストンカレッジの16対4の試合であった。両者の得点の合計はミュージック・シティ・ボウル史上最低であった。合計得点が最高だったのは2000年、ウエストバージニア大学対ミシシッピ大学の49対38の計87点であった。観客動員数が最高だったのは2007年、ケンタッキー大学対フロリダ州立大学の試合であった。

## 試合結果

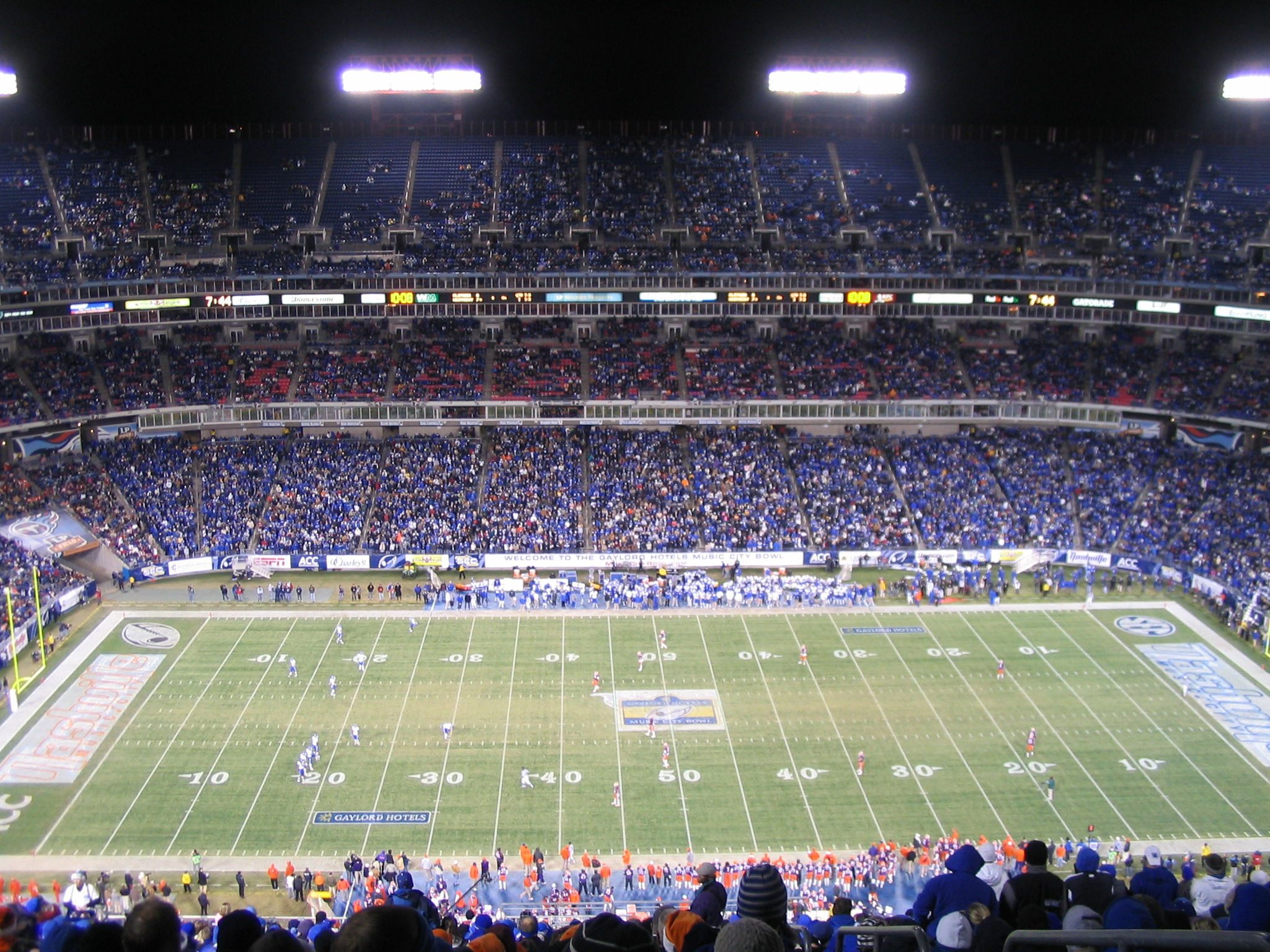
2009年、クレムゾン大学対ケンタッキー大学

| 試合日時         | 勝者                   | 勝者 | 敗者                     | 敗者 | 特記                    |
| ---------------- | ---------------------- | ---- | ------------------------ | ---- | ----------------------- |
| 1998年12月29日   | バージニア工科大学     | 38   | アラバマ大学             | 7    | en:1998 Music City Bowl |
| 1999年12月29日   | シラキュース大学       | 20   | ケンタッキー大学         | 13   | en:1999 Music City Bowl |
| 2000年12月28日   | ウエストバージニア大学 | 49   | ミシシッピ大学           | 38   | en:2000 Music City Bowl |
| 2001年12月28日   | ボストンカレッジ       | 20   | ジョージア大学           | 16   | en:2001 Music City Bowl |
| 2002年12月30日   | ミネソタ大学           | 29   | アーカンソー大学         | 14   | en:2002 Music City Bowl |
| 2003年12月31日   | オーバーン大学         | 28   | ウィスコンシン大学       | 14   | en:2003 Music City Bowl |
| 2004年12月31日   | ミネソタ大学           | 20   | アラバマ大学             | 16   | en:2004 Music City Bowl |
| 2005年12月30日   | バージニア大学         | 34   | ミネソタ大学             | 31   | en:2005 Music City Bowl |
| 2006年12月29日   | ケンタッキー大学       | 28   | クレムゾン大学           | 20   | en:2006 Music City Bowl |
| 2007年12月31日   | ケンタッキー大学       | 35   | フロリダ州立大学         | 28   | en:2007 Music City Bowl |
| 2008年12月31日   | ヴァンダービルト大学   | 16   | ボストンカレッジ         | 14   | en:2008 Music City Bowl |
| 2009年12月27日   | クレムゾン大学         | 21   | ケンタッキー大学         | 13   | en:2009 Music City Bowl |
| 2010年12月30日†† | ノースカロライナ大学   | 30   | テネシー大学             | 27   | en:2010 Music City Bowl |
| 2011年12月30日   | ミシシッピ州立大学     | 23   | ウェイクフォレスト大学   | 17   | en:2011 Music City Bowl |
| 2012年12月31日   | ヴァンダービルト大学   | 38   | ノースカロライナ州立大学 | 24   | en:2012 Music City Bowl |
| 2013年12月30日   | ミシシッピ大学         | 25   | ジョージア工科大学       | 17   | en:2013 Music City Bowl |
| 2014年12月30日   | ノートルダム大学       | 31   | ルイジアナ州立大学       | 28   | en:2014 Music City Bowl |
| 2015年12月30日   | ルイビル大学           | 27   | テキサスA&M大学          | 21   | en:2015 Music City Bowl |

† 延長戦

## MVP
| 試合日時       | MVP                          | チーム                 | ポジション |
| -------------- | ---------------------------- | ---------------------- | ---------- |
| 1998年12月29日 | コリー・ムーア               | バージニア工科大学     | DE         |
| 1999年12月29日 | ジェイムズ・マングロ         | シラキュース大学       | RB         |
| 2000年12月29日 | ブラッド・ルイス             | ウエストバージニア大学 | QB         |
| 2001年12月28日 | ウィリアム・グリーン         | ボストンカレッジ       | RB         |
| 2002年12月30日 | ダン・ナイストロム           | ミネソタ大学           | K          |
| 2003年12月31日 | ジェイソン・キャンベル       | オーバーン大学         | QB         |
| 2004年12月31日 | マリオン・バーバー           | ミネソタ大学           | RB         |
| 2005年12月30日 | マーキス・ヘイガンズ         | バージニア大学         | QB         |
| 2006年12月29日 | アンドレ・ウッドソン         | ケンタッキー大学       | QB         |
| 2007年12月31日 | アンドレ・ウッドソン         | ケンタッキー大学       | QB         |
| 2008年12月31日 | ブレット・アプソン           | ヴァンダービルト大学   | P          |
| 2009年12月27日 | C.J.スパイラー               | クレムゾン大学         | RB         |
| 2010年12月30日 | ショーン・ドローン           | ノースカロライナ大学   | RB         |
| 2011年12月30日 | ヴィック・バラード           | ミシシッピ州立大学     | RB         |
| 2012年12月31日 | ザック・ステイシー           | ヴァンダービルト大学   | RB         |
| 2013年12月30日 | ボ・ウォレス                 | ミシシッピ大学         | QB         |
| 2014年12月30日 | マリク・ゼイア               | ノートルダム大学       | QB         |
| 2015年12月30日 | ラマー・ジャクソン           | ルイビル大学           | QB         |
| 2016年12月30日 | ジョシュア・ドブス           | テネシー大学           | QB         |
| 2017年12月29日 | ジャスティン・ジャクソン     | ノースウエスタン大学   | RB         |
| 2018年12月28日 | ジャレット・スティッドハム   | オーバーン大学         | QB         |
| 2019年12月30日 | マリク・カニンガム           | ルイビル大学           | QB         |
| 2021年12月30日 | ブロック・トンプソン         | パデュー大学           | WR         |
| 2022年12月31日 | クーパー・デジョーン         | アイオワ大学           | DB         |
| 2023年12月30日 | ビリー・エドワーズ・ジュニア | メリーランド大学       | QB         |

## 統計
| 順位 | チーム                   | 出場回数 | 勝敗 |
| ---- | ------------------------ | -------- | ---- |
| 1    | ケンタッキー大学         | 4        | 2–2  |
| 2    | ミネソタ大学             | 3        | 2–1  |
| T3   | ヴァンダービルト大学     | 2        | 2–0  |
| T3   | ボストンカレッジ         | 2        | 1–1  |
| T3   | クレムゾン大学           | 2        | 1–1  |
| T3   | ミシシッピ大学           | 2        | 1–1  |
| T3   | アラバマ大学             | 2        | 0–2  |
| T7   | オーバーン大学           | 1        | 1–0  |
| T7   | ミシシッピ州立大学       | 1        | 1–0  |
| T7   | ノースカロライナ大学     | 1        | 1–0  |
| T7   | ノートルダム大学         | 1        | 1–0  |
| T7   | シラキュース大学         | 1        | 1–0  |
| T7   | バージニア大学           | 1        | 1–0  |
| T7   | バージニア工科大学       | 1        | 1–0  |
| T7   | ウエストバージニア大学   | 1        | 1–0  |
| T7   | ルイビル大学             | 1        | 1–0  |
| T7   | テキサスA&M大学          | 1        | 0–1  |
| T7   | アーカンソー大学         | 1        | 0–1  |
| T7   | フロリダ州立大学         | 1        | 0–1  |
| T7   | ジョージア大学           | 1        | 0–1  |
| T7   | ジョージア工科大学       | 1        | 0–1  |
| T7   | ルイジアナ州立大学       | 1        | 0–1  |
| T7   | ノースカロライナ州立大学 | 1        | 0–1  |
| T7   | テネシー大学             | 1        | 0–1  |
| T7   | ウェイクフォレスト大学   | 1        | 0–1  |
| T7   | ウィスコンシン大学       | 1        | 0–1  |

## カンファレンスごとの勝ち数
アルファベット順
| カンファレンス             | 勝ち数 | 負け数 |
| -------------------------- | ------ | ------ |
| ビッグ・イースト           | 4      | 0      |
| ビッグ・テン               | 2      | 2      |
| サウスイースタン           | 7      | 8      |
| アトランティック・コースト | 4      | 6      |

## 関連事項
- 大学ボウル・ゲーム一覧